# Chenopodium opulifolium
Chenopodium opulifolium es un especie de planta herbácea perteneciente a la familia Amaranthaceae.

## Descripción
Es una planta herbácea de ciclo anual que encontraremos en los herbazales de lugares alterados, campos de cultivo y bordes de caminos. Toda la planta tiene una coloración grisácea o blanquecina, las hojas son pequeñas, casi tan largas como anchas, con lóbulos pequeños y redondeados. A menudo convive con otras especies de Chenopodium, especialmente con Chenopodium album que es más grande y tiene las hojas más grandes, y claramente más largas que anchas. Florece al final de la primavera hasta el otoño.

## Hábitat
Es nativa de la región del Mediterráneo occidental y en España en Alicante, Segovia, Barcelona, Castellón, Gerona, Islas Baleares, Lérida, Tarragona y Valencia donde es común en los márgenes de campos y caminos.

## Taxonomía
Chenopodium opulifolium fue descrita por  Schrad. ex W.D.J.Koch & Ziz y publicado en Catalogus Plantarum, quas in ditione florae palatinatus.... 6. 1814.
Etimología
Chenopodium: nombre genérico que deriva de la particular forma de las hojas similares a las patas de ganso: del griego "chen" = (ganso) y "pous" = (pie) o "podion" = (pie pequeño).
Sinonimia
- Anserina opulifolia (Schrad. ex Koch & Ziz) Montandon
- Chenopodium album var. opulifolium (Schrad.) Aswal
- Chenopodium album subsp. opulifolium (Schrad. ex W.D.J. Koch & Ziz) Maire
- Chenopodium album f. viride (L.) Aellen
- Chenopodium album var. viride (L.) Moq.
- Chenopodium erosum Bastard
- Chenopodium opulifolium Schrad.
- Chenopodium opulifolium subsp. orientale Murr
- Chenopodium opulifolium subsp. ugandae Aellen
- Chenopodium triangulare Forssk.
- Chenopodium ugandae (Aellen) Aellen
- Vulvaria opulifolia Bubani[2]

## Nombres comunes
- Castellano: cenizo, quenopodio, sahuquillo falso.[3]